# Осьники
Осьники (пол. Ośniki) — село в Польщі, у гміні Леонцин Новодворського повіту Мазовецького воєводства.
Населення — 81 особа (2011).
У 1975-1998 роках село належало до Варшавського воєводства.

## Демографія
Демографічна структура станом на 31 березня 2011 року:
|          | Загалом | Допрацездатний вік | Працездатний вік | Постпрацездатний вік |
| -------- | ------- | ------------------ | ---------------- | -------------------- |
| Чоловіки | 42      | 7                  | 30               | 5                    |
| Жінки    | 39      | 4                  | 19               | 16                   |
| Разом    | 81      | 11                 | 49               | 21                   |